# Arsenal de Llavallol
Club Atlético Arsenal de Llavallol – argentyński klub piłkarski z siedzibą w mieście Llavallol będącym częścią zespołu miejskiego Buenos Aires.

## Sukcesy
- Mistrz IV ligi: 1964

## Historia
Klub Arsenal de Llavallol założony został 12 października 1948 roku. W 1952 roku przystąpił do rozgrywek organizowanych przez federację piłkarską Asociación del Fútbol Argentino (w skrócie AFA). Klub zaczął od III ligi występującej wtedy pod nazwą Primera División Amateur.
W latach 1955–1957 klub grał w drugiej lidze. W 1964 roku Arsenal de Llavallol stał się filią klubu Boca Juniors. W 1968 roku klub zakończył działalność.

### Sezony ligowe
- 1952: III liga
- 1953: III liga
- 1954: III liga
- 1955: II liga (skład: Bondón - Gómez, Ausoberry - Gentile, Garcés, Norberto Schiro - Barboza, Villegas, Pollio, Pittolo, García)
- 1956: II liga
- 1957: II liga
- 1958: III liga
- 1959: III liga
- 1962: IV liga
- 1963: IV liga
- 1964: IV liga
- 1965: III liga
- 1966: III liga
- 1967: III liga
- 1968: III liga
- Najwyższa wygrana: w 1964 roku 12:1 z Tristán Suárez Buenos Aires.
- Najwyższa przegrana: w 1952 roku 0:7 z Brown Buenos Aires